# Cisio
En la Antigua Roma se llamaba cisio (latín: cisium) a un coche ligero de dos ruedas y tirado generalmente por una sola caballería, utilizado por los romanos para carreras rápidas o para transportar el correo.

## Descripción
Era una especie de calesa española o calessino de la Italia meridional. Sólo podía contener dos personas que ocupaban la caja una al lado de la otra. 
A causa de su ligereza, que le hacía ser el preferido cuando en poco tiempo se quería recorrer trayectos largos, los autores utilizaron expresiones como cisio pervolare (Cicerón, Pro Roscio Amerino, 19) e impetus cisi volantis (Virgilio, Cataleptum, VIII,3).
El cisio aparece representado en un bajorrelieve de la monumental columna romana de Igel, cerca de Tréveris y en un mosaico de las  "Termas de los Cisiarios", en Ostia, el antiguo puerto de Roma. El bajorrelieve presenta el cisio tirado por una sola caballería, que debía ser lo más habitual, mientras en el mosaico dos caballos tiran de un cisio con dos pasajeros, más el cisiario.

## Uso
Para los correos de los políticos y de ciertos personajes se establecía en los caminos paradas donde se apostaban cisios para el recambio. Refiere Cicerón (Pro Roscio Amerino, 19) que un mensajero recorrió por este medio, de noche y en el espacio de 10 horas, la distancia de Roma a Ameria, o sea 56 millas (86 kilómetros). Cicerón emplea la palabra cisiis, en plural, lo que generalmente se entiende que implica el uso de esos relevos de caballos y vehículos.
Las autoridades de Roma y Nápoles regularon la marcha de los cisios, pues con frecuencia ocurría que cuando dos de estos coches se encontraban en el camino y en la misma dirección, los cocheros emprendían velocísimas carreras de competencia que originaban desgracias. También el Digesto (19.2.13) regulaba sanciones para los cisiarios por conducción imprudente o peligrosa de sus vehículos.

## Cisiarius
La voz cisiarius designaba igualmente a los conductores, constructores y alquiladores de tales vehículos, que de ordinario vivían en barrios situados cerca de la puerta de las ciudades, como en Pompeya donde habitaban junto a la puerta Estabiana. Los cisiarios de Preneste eran libertos que formaban un gremio con sus magistri y sus ministri.
El gremio de cisiarios tenía en Ostia sus propias termas, ricamente decoradas, conocidas en la actualidad por el nombre italiano de Terme dei Cisiari.